# Trembolona
Trembolona é um esteroide anabolizante, com propriedades androgênicas do grupo 19-nor. A trembolona é utilizada na veterinária, proporcionando crescimento muscular e apetite para o gado. A trembolona é utilizada em forma de fármaco, injetável. É dividido em ésteres, sendo estes o acetato de trembolona (Trembolona Acetato, Trembo-Life), o hexahidrobenzilcarbonato de trembolona (Parabolan, Hexabolan) e o enantato de trembolona (Trembolona Enantato, Trenabol).

## Uso da trembolona

### Veterinária
A trembolona melhora o aumento de massa muscular e apetite de animais.

## Efeitos colaterais
Às vezes, os usuários humanos podem experimentar um evento chamado "tosse tren" logo após ou durante uma injeção, onde o usuário experimenta um ataque de tosse violento e extremo, que pode durar minutos.

## História
A trembolona injetável (acetato) foi introduzida na indústria, no ano de 1980, com o nome de Finajet. Sob a ação de éster curto do acetato, era utilizada para "reforçar" o gado antes do abate.
O hexahidrobenzilcarbonato de trembolona foi desenvolvido pela empresa farmacêutica Negma, fundada na França. O uso humano começou a se propagar em meados do início dos anos noventa. No ano de 1997 a trembolona parou de ser fabricada pela empresa e, a partir daquele instante, toda forma de trembolona encontrada no mercado é veterinária ou é feita em laboratórios ilegais.

## Farmacologia

### Mecanismo de ação
A trembolona possui propriedade anabolizante e androgênica. Após metabolizadas, as drogas anabólicas tem o poder de aumentar a captação de íons de amônio pelos músculos, levando por consequência á um aumento na síntese proteica. Possui, como um dos efeitos secundários, a diminuição da taxa de catabolismo e aumento de apetite. Um estudo comprovou que a trembolona administrada em ratos mostrou que a trembolona consegue alcançar um potencial anabólico tão potente quanto a di-hidrotestosterona (DHT). Isso indica que a trembolona tende a alcançar um aumento nas características secundárias masculinas sem se converter em DHT.

### Farmacocinética
Para aumentar a meia-vida efetiva da trembolona, a substância é dividida em ésteres diferentes, sendo estes o acetato de trembolona, enantato de trembolona e hexahidrobenzilcarbonato de trembolona. As lipases plasmáticas separam a trembolona na corrente sanguínea de acordo com as cadeias de carbono do éster e deixam a trembolona livre.
Os compostos da trembolona tem uma afinidade cinco vezes maior que a testosterona em relação aos receptores androgênicos. A trembolona também tem afinidade com o receptor de progesterona. A trembolona se liga ao receptor glucocorticoide também.

## Química
A trembolona, também conhecida como 19-nor-δ9,11-testosterone ou como estra-4,9,11-trien-17β-ol-3-one esteroide anabolizante sintético derivado da nandrolona (19-nortestosterona). É o mesmo que a nandrolona com duas ligações duplas adicionais no núcleo.

## Sociedade, Leis e Cultura

### Regulamentação
O uso e porte de esteroides anabolizantes no Brasil sem receita médica é crime. A trembolona, particularmente, é ilegal na maioria dos países. Nos Estados Unidos, a trembolona é classificada como uma substância veterinária controlada, seu porte sem autorização é crime, resultando em penalidade e retenção do produto. É tratada da mesma forma no Canadá. No Reino Unido é classificada como uma substância veterinária e ilegal para uso em humanos, porém, o seu porte só resulta em retenção do produto, não em penalidade como nos outros países anteriormente descritos. No Paraguai, o uso, fabricação e venda de anabolizantes é totalmente legal. No México, é totalmente legal a compra e venda de anabolizantes.

### Saúde
A trembolona é muito nociva ao corpo humano, possui efeitos colaterais adversos (como paranoia, medo irracional, aumento na frequência de batimentos cardíacos, etc) que podem resultar em morte. Diferente de outros esteroides anabolizantes, ela possui um efeito androgênico extremamente alto, que vem acompanhado de efeitos colaterais demasiados (efeitos colaterais que ultrapassam os naturais dos esteroides anabolizantes comuns). Seu uso é desaconselhável pela comunidade científica mundial.